# Garden (Míchigan)
Garden es una villa ubicada en el condado de Delta en el estado estadounidense de Míchigan. En el Censo de 2010 tenía una población de 221 habitantes y una densidad poblacional de 83,74 personas por km².

## Geografía
Garden se encuentra ubicada en las coordenadas 45°46′10″N 86°33′26″O / 45.76944, -86.55722. Según la Oficina del Censo de los Estados Unidos, Garden tiene una superficie total de 2.64 km², de la cual 2.1 km² corresponden a tierra firme y (20.51%) 0.54 km² es agua.

## Demografía
Según el censo de 2010, había 221 personas residiendo en Garden. La densidad de población era de 83,74 hab./km². De los 221 habitantes, Garden estaba compuesto por el 87.33% blancos, el 0% eran afroamericanos, el 4.98% eran amerindios, el 0% eran asiáticos, el 0% eran isleños del Pacífico, el 0% eran de otras razas y el 7.69% pertenecían a dos o más razas. Del total de la población el 0.45% eran hispanos o latinos de cualquier raza.